# Fernando Krahn
Fernando Krahn (Santiago de Chile, 1935 - Barcelona, 18 de febrero de 2010) fue un artista plástico chileno, de familia alemana, que destacó en el área del dibujo caricaturesco y la ilustración infantil.

## Biografía
Estudió en la Escuela de Bellas Artes de la Universidad de Chile, recibiéndose como escenógrafo teatral. Trabajó durante tres años para el Instituto de Teatro de dicha casa de estudios.
Su inicio profesional fue como escenógrafo, con El Rinoceronte de Inonesco, con lo que ganó el Premio de la Bienal de París de 1960. Luego en 1962, viaja a Estados Unidos, donde hizo carrera como dibujante humorístico y autor-ilustrador de libros infantiles.
Trabajó en Estados Unidos entre 1961 y 1969, colaborando en publicaciones como The New Yorker, Esquire, The Atlantic Monthly y The Reporter. También realizó carteles para obras teatrales de Broadway. Luego regresó a Chile, donde colaboró con la revista Ercilla y participó en el colectivo Taller 99.
En 1969, Krahn inventó una forma de ilustraciones a las que llamó “Dramagramas”, breves relatos dibujados y sin palabras, que consistían en interpretaciones humorísticas de situaciones dramáticas y de tragicomedia.
Tras el golpe de Estado en Chile de 1973 abandonó el país. Se estableció en Sitges, provincia de Barcelona, España. Desde entonces colaboró en Araucaria, La Vanguardia, El País, Triunfo, Por Favor, Muy Interesante, Die Zeit, Stern, Transatlantik, Internacional Herald Tribune, La Repubblica, De Telegraaf, Tages Anzeiger y Nebelspalter.
En su publicación el Látigo de cien colas, los dibujos tenían un carácter propio, dado que fueron creados entre 1975 y 1976, en un periodo marcado por la muerte de Franco, el fin de la guerra de Vietnam y la represión de la dictadura militar chilena; y Krahn había sido cercano al cantante Víctor Jara, asesinado en 1973, y durante toda su permanencia en España mantuvo contacto frecuente con exiliados chilenos, por lo que los sucesos de la época lo afectaron profundamente y esto se puede ver reflejado en dicho bestiario satírico, obra que también fue portada en 1980 de la revista Araucaria de Chile.
Incursionó en la animación desde que ganó, durante su residencia en Estados Unidos, una beca de la Fundación Guggenheim en esa especialidad. En 1976 estrenó su primera película; El crimen perfecto, mención especial en el Festival de Cine Fantástico de Sitges. En 1992, la televisión catalana exhibió su serie animada Dramagrama, de 25 episodios.
Realizó numerosos libros infantiles en colaboración con su esposa, la escritora María de la Luz Uribe, fallecida en 1995.Tuvo tres hijos, quienes heredaron pasiones diversas por el arte: Fernanda, escritora; Santiago, músico; y Matías, pintor. Sus nietos son Antonia, Natalia, Lucas y Olivia.
También realizó numerosas exposiciones. Entre ellas destaca una muestra antológica en el Museo Nacional de Bellas Artes ubicado en Santiago de Chile, en el año 1995.
Falleció repentinamente en Sitges, víctima de una isquemia intestinal, el 18 de febrero de 2010.
 

La Biblioteca Nacional Digital de Chile el año 2023, actualizó el patrimonio gráfico chileno del Archivo de Láminas y Estampas, en este compendio se pueden encontrar obras de Fernando Krahn. 

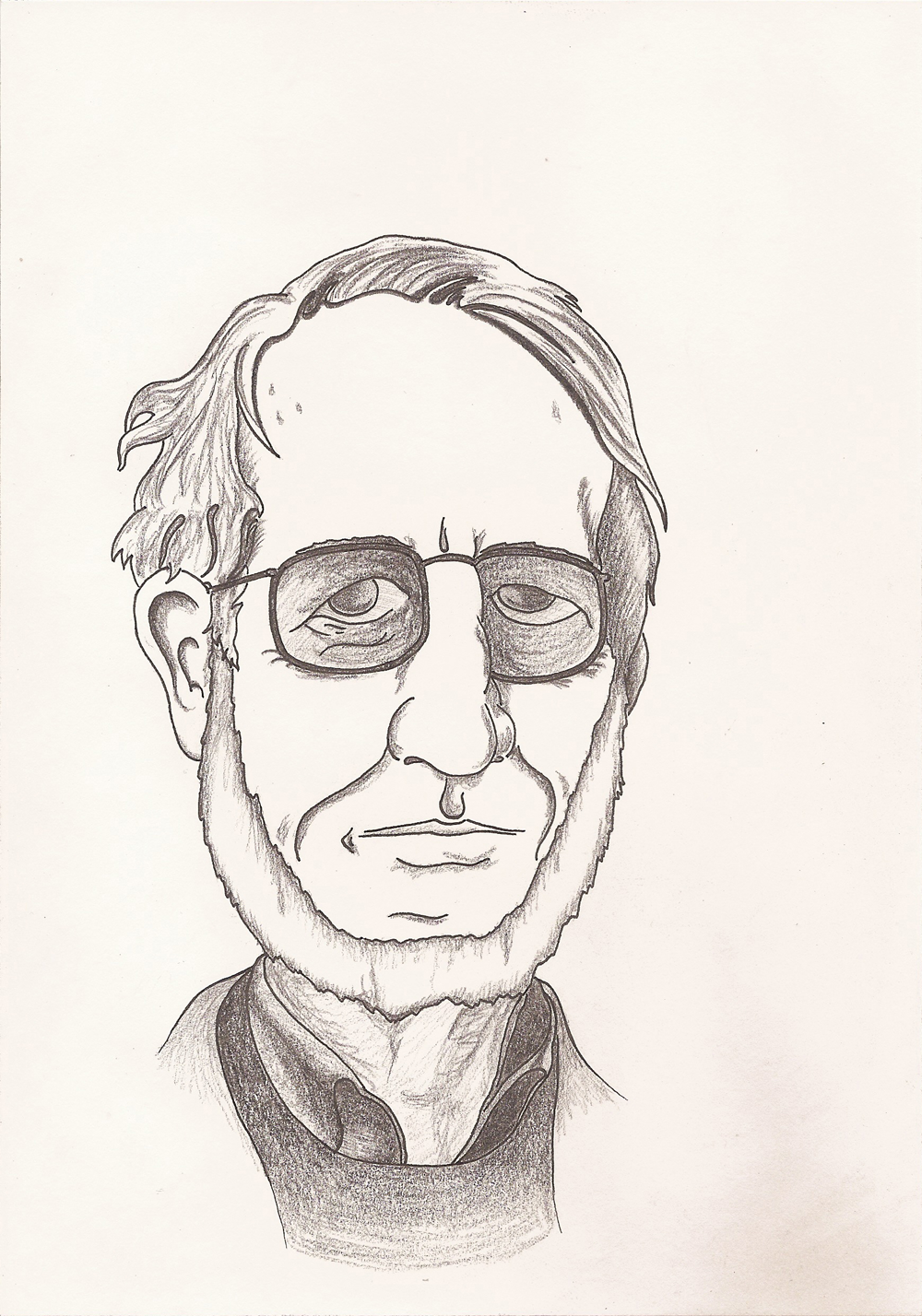
Retrato de Fernando Krahn por Luis Segovia. Exposición Lonja ilustra Wikipedia, Mayo-Junio 2012. Edificio de ilustración de Lonja Sant Andreu (Barcelona). Sala Sabaté Pi.
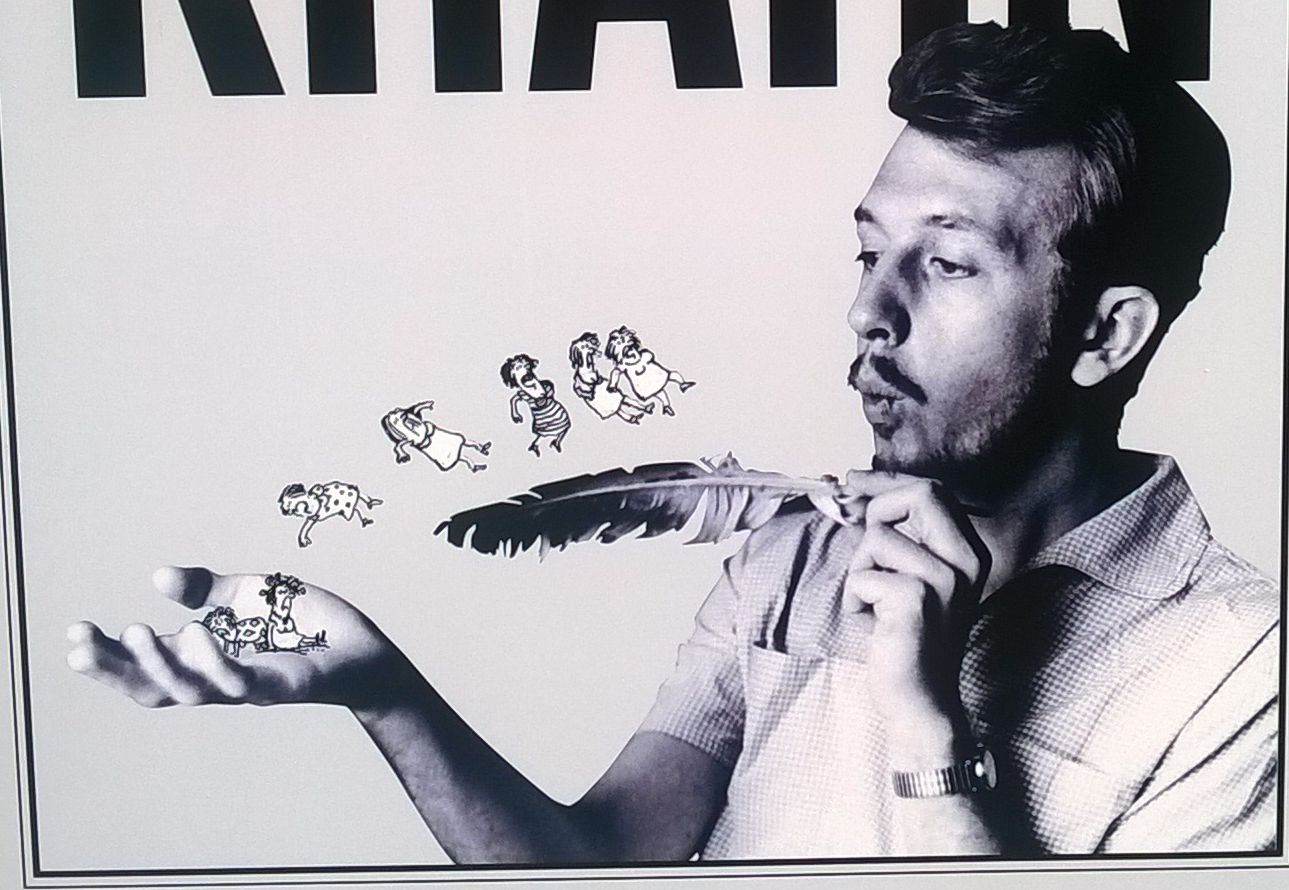
Fotografía de Krahn en su juventud. Exposición de obras gráficas en Sitges, Cataluña el año 2014

## Premios y distinciones
- 1961. Segundo Premio en la Bienal de París, Proyecto escenográfico, Francia.
- 1962. Beca Guggenheim, dibujo animado, Estados Unidos.
- 1963. Premio Apelles Mestres, España.
- 1964. Premio Austral Infantil Espasa Calpe.
- 2001. Premio Internacional 2001 del Libro Infantil S.M.

## Publicaciones

### Cuentos animados
1. 1969. El primer pájaro de Peko Neko. Texto de Mª de la Luz Uribe y dibujos de Fernando Krahn. Editado por Simon & Schuster, Nueva York 1969.
2. 1970. Historia del Uno. Texto de Mª de la Luz Uribe y dibujos de Fernando Krahn. Editado por Simon & Schuster, Nueva York 1970.
3. 1970. ¿Que es el hombre?. Texto y dibujos de Fernando Krahn. Editado por Delacorte Press, Nueva York 1970.
4. 1970. Hilderita y Maximiliano. Texto y dibujos de Fernando Krahn. Editado por Simon & Schuster, Nueva York 1970.[24]

### Obras gráficas
1. 1976. POR FAVOR / NUEVO POR FAVOR del sello EDICIONES CUMBRE en los números 117, 215
2. 1988. EL FUET DE CENT CUES del sello Ediciones Destino en el número 1
3. 1988. LÁTIGO DE CIEN COLAS del sello Ediciones Destino en el número 1
4. 1988. TBO del sello Ediciones B en el número 7
5. 1988. EL GRAN LIBRO DE LOS TEBEOS del sello Ediciones B en los números 1, 2, 3, 4, 5, 6, 7, 8, 9, 10
6. 1993. L´ANY QUE VAM VIURE OLIMPICAMENT del sello Círculo de Lectores en el número 1
7. 1993. EL AÑO QUE VIVIMOS OLIMPICAMENTE del sello Círculo de Lectores en el número 1
8. 1994. DRAMAGRAMA del sello Círculo de Lectores en el número 1
9. 1994. DRAMAGRAMA del sello Ediciones Glénat en el número 1
10. 1995. ROSAS PELIGROSAS: Lilly Stockins del sello Círculo de Lectores en el número 1
11. 1998. 100 COMICS CON ASPIRINA del sello QUIMICA FARMACEUTICA BAYER en el número 1
12. 2002. DE BUENA TINTA del sello Círculo de Lectores en el número 1
13. 2003. LA DEMOCRACIA EN VIÑETAS del sello CONGRESO DE LOS DIPUTADOS en el número 1
14. 2004. NOSOTROS QUE NOS QUISIMOS TANTO del sello Editorial Lumen en el número 1
15. 2005. EL MEDIO RURAL EN EL HUMOR GRÁFICO ESPAÑOL del sello BLAKE Y HELSEY ESPAÑA, S. L. en el número 1
16. 2007. COMUNICA CON HUMOR del sello Vodafone en el número 1
17. 2009. EN EL AVE CON HUMOR del sello RENFE en el número 1
18. 2010. COLECCIÓN ÚNICOS del sello Seix Barral en el número 16
19. 2011. EL SEÑOR TOP del sello FAKTORÍA K DE LIBROS en el número 1
20. 2011. LOS MUNDOS DE KRAHN del sello LOM EDICIONES en el número 0
21. 2014. EL MON IL·LUSTRAT PER FERNANDO KRAHN del sello Ajuntament de Sitges en el número 1
22. 2017. LÁTIGO DE CIEN COLAS del sello GRAFITO EDICIONES en el número 1
23. 2018. LA CONSTITUCIÓN EN VIÑETAS del sello Fundación Diario Madrid en el número 1
24. s.f.. TRIUNFO del sello Prensa Periódica
25. s.f.. GRAN COLECCIÓN TBO del sello Ediciones B[25]

## Exposiciones

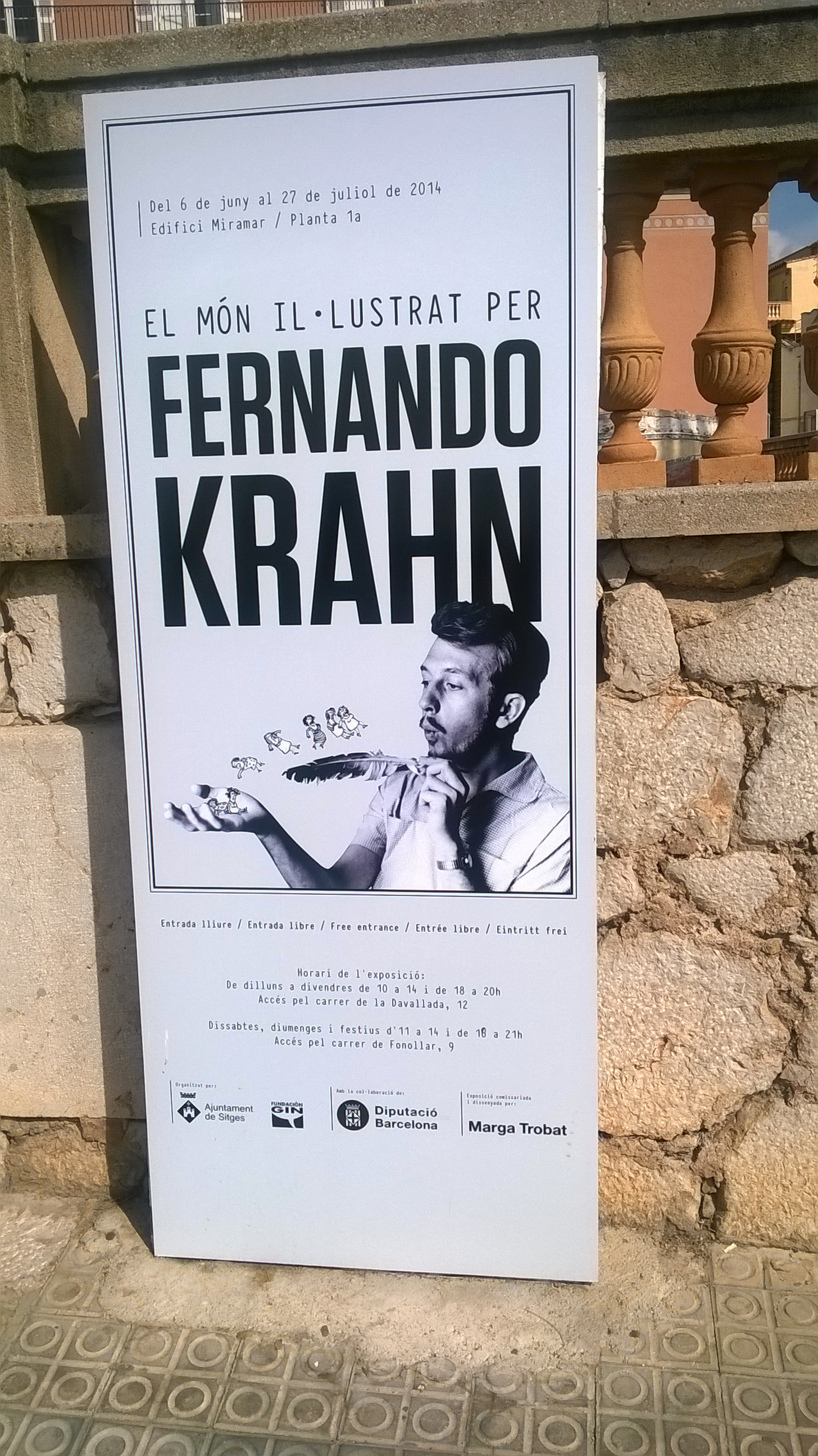
Cartel de una exposición
en Sitges, en el 2014

### Individuales
1. 1968. Dibujos de Fernando Krahn, Instituto Cultural de Las Condes, Santiago, Chile.
2. 1968. Los Insectos, Fernando Krahn.
3. 1995. Fernando Krahn Exposición Antológica, Museo Nacional de Bellas Artes, Santiago, Chile.
4. 2008. Primera exposición antológica (50 años de Krahn). Sala de exposiciones de Servicios Territoriales de Cultura de Lérida Lérida, España.[26]
5. 2014. EL MON IL LUSTRAT PER FERNANDO KRAHN. Ajuntament de Sitges, Fundació Gin. Sitges, España.[27]
6. 20xx. Krahn, el dibuixant poeta. Fundación GIN, humoristan.org. Muestra Online, España.[4]

### Colectivas
1. 1960. Grabados del Taller 99 - Chile, Instituto de Arte Contemporáneo, Lima, Perú.
2. 1966. Preview. 7 Chilean Artists, Couturier Gallerie, Stamford, Connecticut, Estados Unidos de América.
3. 1967. Contemporary Chilean Art by Artists Associated with the University of Chile, University of California - University of Chile Cooperative Program, Santiago, Chile..
4. 1970. Grabado Chileno Contemporáneo, Casa de la Cultura Jalisciense, Jalisco, México.
5. 1982. Homenaje al Taller 99, Espacio Cal, Santiago, Chile.
6. 1985. Galería del Cerro, Santiago, Chile.
7. 1987. Museo de Caricatura de Basilea, Suiza.
8. 1988. Fundación Miró. Barcelona, España.
9. 1989. Fundación Miró de Barcelona, España.
10. 1990. Exposición Antológica en el Círculo de Bellas Artes de Sabadell, España.
11. 1990. Exposición El Color de la Ciencia, Palau Marc, Barcelona, España.
12. 1991. Exposición Antológica en el Escorxador, Sitges.
13. 1993. Exposición en el Colegio de Periodistas de Barcelona, España.
14. 1994. Cartoons Festival de knocke Heist, Bélgica.
15. 1995. Exposición Antológica en el Museo Nacional de Bellas Artes de Santiago, Chile.
16. 1996. Sala Instituto Cervantes, Roma, Italia.
17. 2001. Chile en España. Embajada de Chile en España, Madrid, España.
18. 2004. Mirando a Neruda, Museo de América, Madrid. España.
19. 2005. Chile en 100 Miradas, Plaza de la Constitución, Santiago, Chile.
20. 2006. 50 Años Taller 99, Galería La Sala, Santiago, Chile.
21. 2006. 50 Años Taller 99, Museo Nacional de Bellas Artes, Santiago, Chile.[28]

## Literatura
- Félix López. (2015): "KRAHN (2011, LOM) -LOS MUNDOS-" en Tebeosfera. Disponible en línea el 31-I-2024 en: https://www.tebeosfera.com/colecciones/krahn_2011_lom_-los_mundos-.html.[29](ISBN 978-956-00-0217-4)
- Félix López. (2015): "KRAHN (2014, AJ. SITGES) -EL MON IL LUSTRAT PER FERNANDO KRAHN-" en Tebeosfera. Disponible en línea el 31-I-2024 en: https://www.tebeosfera.com/colecciones/krahn_2014_aj._sitges_-el_mon_il_lustrat_per_fernando_krahn-.html.[30](Formato: Catálogo)
- Félix López. (2015): "EL MUNDO ILUSTRADO POR FERNANDO KRAHN" en Tebeosfera. Disponible en línea el 31-I-2024 en: https://www.tebeosfera.com/promociones/el_mundo_ilustrado_por_fernando_krahn.html.[31]
- Montealegre, Jorge. (2015): "Humor encéfalokrahniano. Los dramagramas de Fernando Krahn", en REVISTA LATINOAMERICANA DE ESTUDIOS SOBRE LA HISTORIETA, 27 (31-III-2015). Asociación Cultural Tebeosfera, Ciudad de La Habana. Disponible en línea el 31/I/2024 en: https://www.tebeosfera.com/documentos/humor_encefalokrahniano._los_dramagramas_de_fernando_krahn.html.[9]
- Aguilera, Claudio (2018): "El lobo es el lobo del hombre", en Tebeosfera, tercera época, 8 (23-IX-2018). Asociación Cultural Tebeosfera, Sevilla. Disponible en línea el 31/I/2024 en: https://www.tebeosfera.com/documentos/el_lobo_es_el_lobo_del_hombre.html[13]